# 什切青國家博物館
什切青國家博物館（波蘭語：Muzeum Narodowe w Szczecinie）是位於波蘭斯塞新的一家博物館，也是波蘭國家博物館的分館之一。創建於1945年8月1日。博物館實際分為五個部分，包括斯塞新歷史博物館和斯塞新現代藝術博物館等五家博物館。
53°25′48″N 14°33′53″E / 53.43°N 14.5648°E